# Miopithecus talapoin
Il cercopiteco nano del sud (Miopithecus talapoin, Schreber, 1774) è un primate della famiglia delle Cercopithecidae.

## Descrizione
Insieme al cercopiteco nano del nord è una delle più piccole scimmie del Vecchio Mondo: Presenta un notevole dimorfismo sessuale. La lunghezza del corpo è tra 32 e 45 cm. Il peso medio è 1,3 kg per il maschio e 0,8 kg per la femmina.

Sul dorso il mantello è grigio-verde, sul lato ventrale bianco-grigio. La testa è rotonda, il muso corto e la faccia glabra. A differenza dal cercopiteco nano del nord le orecchie e la parte superiore del muso sono grigio scuro e non color carne.

## Biologia
Le abitudini sono poco note, ma si pensa non differiscano da quelle riportate nella voce sul genere Miopithecus, che sono state osservate soprattutto nella specie del nord.

## Distribuzione e habitat
L'areale è nell'Africa centro-occidentale e comprende l'Angola e la parte sudoccidentale della Repubblica Democratica del Congo. L'areale è limitato a nord dal fiume Congo, al di là del quale vive la specie del nord. L'habitat è la foresta pluviale in vicinanza (a non più di 1 km) di corsi d'acqua.